# موری جاسلین
موری جاسلین (انگلیسی: Murray Joslin؛ ۲۱ نوامبر ۱۹۰۱ – ژوئیه ۱۹۸۱) مهندس برق اهل ایالات متحده آمریکا بود. وی همچنین برندهٔ جوایزی همچون مدال ادیسون انجمن مهندسان برق و الکترونیک شده است.